# Anomocora carinata
Anomocora carinata är en korallart som beskrevs av Stephen D. Cairns 1991. Anomocora carinata ingår i släktet Anomocora och familjen Caryophylliidae. Inga underarter finns listade i Catalogue of Life.